# Foramen mandibulae

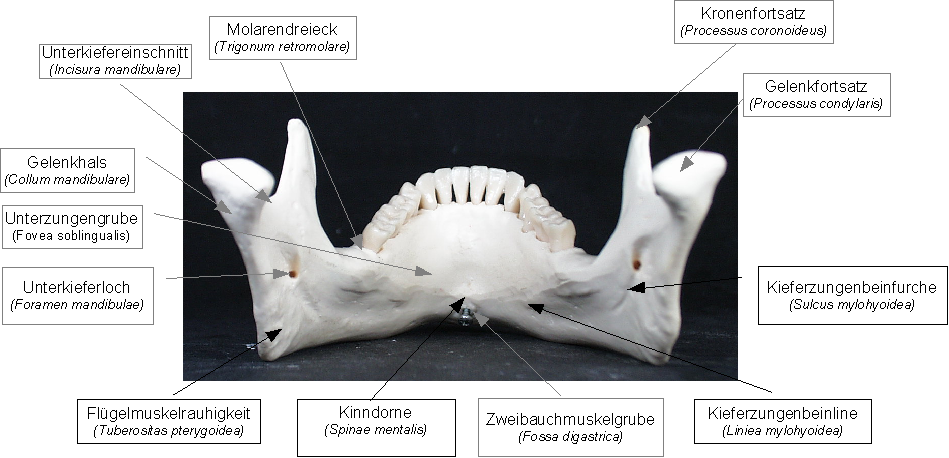
Der Unterkiefer von dorsal nach ventral (von hinten) gesehen

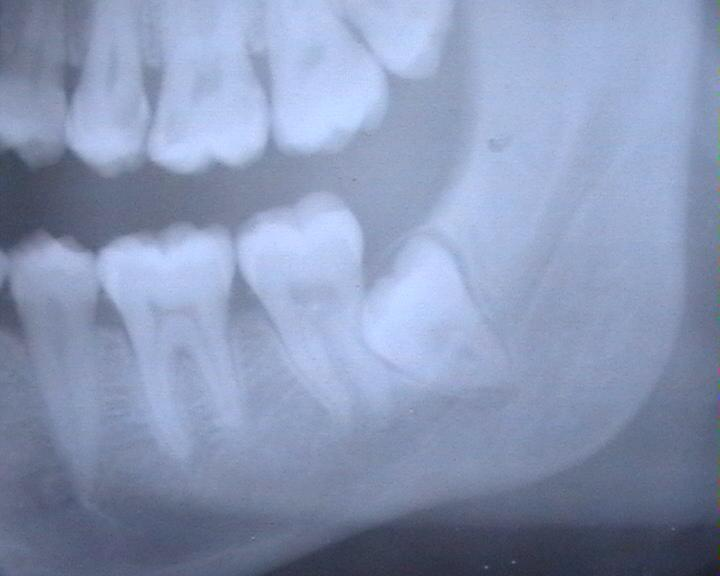
Röntgenologische Darstellung des Kieferwinkels. Der Alveolarkanal und dessen Beginn am Foramen mandibulae sind zu erkennen. Nebenbefund: verlagerter unterer Weisheitszahn.

Das Foramen mandibulae (von lat. foramen „Öffnung“, „Loch“ und mandibula, von mandere „kauen“) ist eine Knochenöffnung auf der Innenseite des aufsteigenden Astes des Unterkiefers (Mandibula), durch die der Nervus alveolaris inferior und die Vena und Arteria alveolaris inferior in den Canalis mandibulae (Mandibularkanal) eintreten. Das Foramen mandibulae ist beidseitig vorhanden. Es ist von einer kleinen Knochenzunge (Lingula mandibulae) überdeckt. 
In die unmittelbare Nähe des Foramen mandibulae wird bei einer Leitungsanästhesie des Unterkiefers (z. B. zum Zwecke der Extraktion eines Zahnes) das Anästhetikum injiziert.